# Little Plum
Little Plum (littéralement, « Petite prune ») est une série de bande dessinée créée par l'auteur britannique Leo Baxendale. Elle est publiée dans l'hebdomadaire pour enfants The Beano par intermittences depuis le 10 octobre 1953. 
Après le départ de Baxendale du Beano en 1962, la série a été reprise par Robert Nixon (1962), Ron Spencer (1962-1986), Tom Paterson (1998), Hunt Emerson (2002-2006) et Laura Howell (2012-) .